# サンガ川流域の3か国保護地域
サンガ川流域の3か国保護地域（サンガがわりゅういきの3かこくほごちいき）は、2012年の第36回世界遺産委員会でUNESCOの世界遺産リストに登録されたコンゴ盆地の国際的な自然保護区である。カメルーンのロベケ国立公園、コンゴ共和国のヌアバレ＝ンドキ国立公園、中央アフリカ共和国のザンガ＝ンドキ国立公園という、ニシローランドゴリラやマルミミゾウなどの希少動物たちの生息域を含む3か国の国立公園によって構成されている。

## 登録経緯
中部アフリカでは、1980年代から1990年代にかけて、アメリカの野生生物保全協会などが各国政府に働きかけ、国立公園や保護区の設定が進んだ。そして、中央アフリカ共和国では1990年にザンガ＝ンドキ国立公園およびザンガ＝サンガ特別保護区が、コンゴ共和国では1993年にヌアバレ＝ンドキ国立公園が、カメルーンでは2001年にロベケ国立公園がそれぞれ設定された。
ロベケ国立公園が正式に設定される前年の2000年に、中部アフリカ森林委員会 (COMIFAC) の第1回閣僚級会合が持たれ、中央アフリカ共和国、コンゴ共和国、カメルーンの3か国による国際的な保護区を設定することで合意が成立した。この合意は自然保護だけを強調するのではなく、持続可能な開発などに配慮していくことも盛り込まれた。
世界遺産登録に向けての暫定リストへの記載は別個に行われ、まず2006年にカメルーンのロベケ国立公園と中央アフリカ共和国のザンガ＝サンガ特別保護区が、2008年にコンゴ共和国のヌアバレ＝ンドキ国立公園が記載された。
世界遺産への最初の正式推薦は「サンガ川の3か国保護地域」(Trinational Sangha / Trinational de la Sangha) という名称で2010年に行われ、翌年の第35回世界遺産委員会で審議された。このとき、世界遺産委員会の諮問機関である国際自然保護連合 (IUCN) は「登録延期」を勧告したが、委員会の決議は一段階上がって「情報照会」決議となった。
「情報照会」決議の場合は、準備さえ整えば翌年の再審議が可能であるため、推薦国の申請に基づいて翌年の第36回世界遺産委員会でも審議された。推薦3か国は、前年の推薦時点で申請していた自然美の基準を取り下げ、生態系や生物多様性の観点に絞って価値を証明するとともに、緩衝地域を拡大するなどの改善をしていた。これに対し、IUCNは「登録」を勧告し、審議でも勧告通りに登録が認められた。カメルーンにとってはジャー動物保護区（1987年）以来2件目、中央アフリカ共和国にとってはマノヴォ＝グンダ・サン・フローリス国立公園（1988年）以来同じく2件目、そして、コンゴ共和国にとっては初の世界遺産となった。
アフリカでの国境を越える世界遺産の登録はニンバ山厳正自然保護区（1981年/1982年）、モシ・オ・トゥニャ/ビクトリアの滝（1989年）、セネガンビアの環状列石（2006年）に次いで4件目、ヨーロッパ以外での3か国以上にまたがる世界遺産の登録は初であり、自然遺産で3か国以上にまたがるのはカルパティア山脈のブナ原生林とドイツの古代ブナ林（2007年/2011年）に次いで2件目である。

### 登録名
世界遺産としての正式登録名は、英語名の語順が最初に推薦されたときと変わり、Sangha Trinational （英語）、Trinational de la Sangha （フランス語）となった。その日本語訳は資料によって以下のような違いがある。
- サンガ川流域の3カ国保護地域 - 日本ユネスコ協会連盟[9]
- サンガ川流域―三カ国を流れる大河 - 世界遺産アカデミー[10]
- サンガ川の三か国流域 - 古田陽久・古田真美[11]
- サンガ川流域3国の国立公園 - 谷治正孝[12]
- 3か国にまたがるサンガ川 - 正井泰夫[13]
- 三国共同のサンガ保護区 - 西和彦[14]

## 構成資産
この世界遺産は、以下の3件の国立公園で構成される。なお、中央アフリカ共和国の当初の暫定リスト記載物件はザンガ＝サンガ特別保護区であったが、実際に登録されたのはザンガ＝ンドキ国立公園のみで、その周辺に設定されたザンガ＝サンガ特別保護区は緩衝地域として扱われている。その総面積約7,460 km2は、日本の熊本県 (約7405 km2) よりも大きい。

### ヌアバレ＝ンドキ国立公園
ヌアバレ＝ンドキ国立公園 (Parc National de Nouabalé-Ndoki - Congo, ID1380rev-001) はコンゴ共和国のサンガ地方・リクアラ地方にまたがる形で1993年に設定された。その面積は386,592ヘクタール (ha)である。これは約120万haとされるンドキ川流域の約3分の1ほどをカバーしていることになる。この地域は人と接したことのないゴリラやチンパンジーなどが棲息しており、1980年代には京都大学の学術調査隊が研究したこともある。
世界遺産登録地には、南に隣接するグアルゴ三角地帯（面積19,863 ha）も含まれた。これは、ンドキ川とグアルゴ川の合流する原生林の地域である。現地の住民も含めてほぼ人跡未踏の状態で残されてきた場所だが、1999年以降、専門家による霊長類の研究施設が設置され、少なくとも2010年の時点までワシントン大学教授のクリケット・サンズと野生生物保全協会研究員のデイブ・モーガンがチンパンジーなどの研究を行なっていた。
2009年にはこの国立公園を含む152万5,000 haの範囲が、「サンガ＝ヌアバレ＝ンドキ」(Sangha-Nouabale-Ndoki) としてラムサール条約の登録地になった。

### ロベケ国立公園
カメルーン、東部州ブンバ＝エ＝ンゴコ県のロベケ国立公園 (Parc National de Lobeké – Cameroon, ID1380rev-002) は、2001年に設定された国立公園で、その面積は217,854 haである。
2008年にはこの国立公園の中の6万2,000 haの範囲が、「サンガ川のカメルーン部分」(Partie Camerounaise du Fleuve Sangha) としてラムサール条約の登録地になった。

### ザンガ＝ンドキ国立公園
中央アフリカ共和国、サンガ・ムバエレ州のザンガ＝ンドキ国立公園 (Parc National de Dzanga-Ndoki – CAR, ID1380rev-003) は、1990年に設定された。ザンガ保護区とンドキ保護区に分かれ、その面積は前者が49,500 ha、後者が72,500 haである。
2008年にはこの国立公園を含む27万5,000 haの範囲が、「中央アフリカのサンガ川」(Rivière Sangha en Republique Centafricaine) としてラムサール条約の登録地になった。

## 生物相

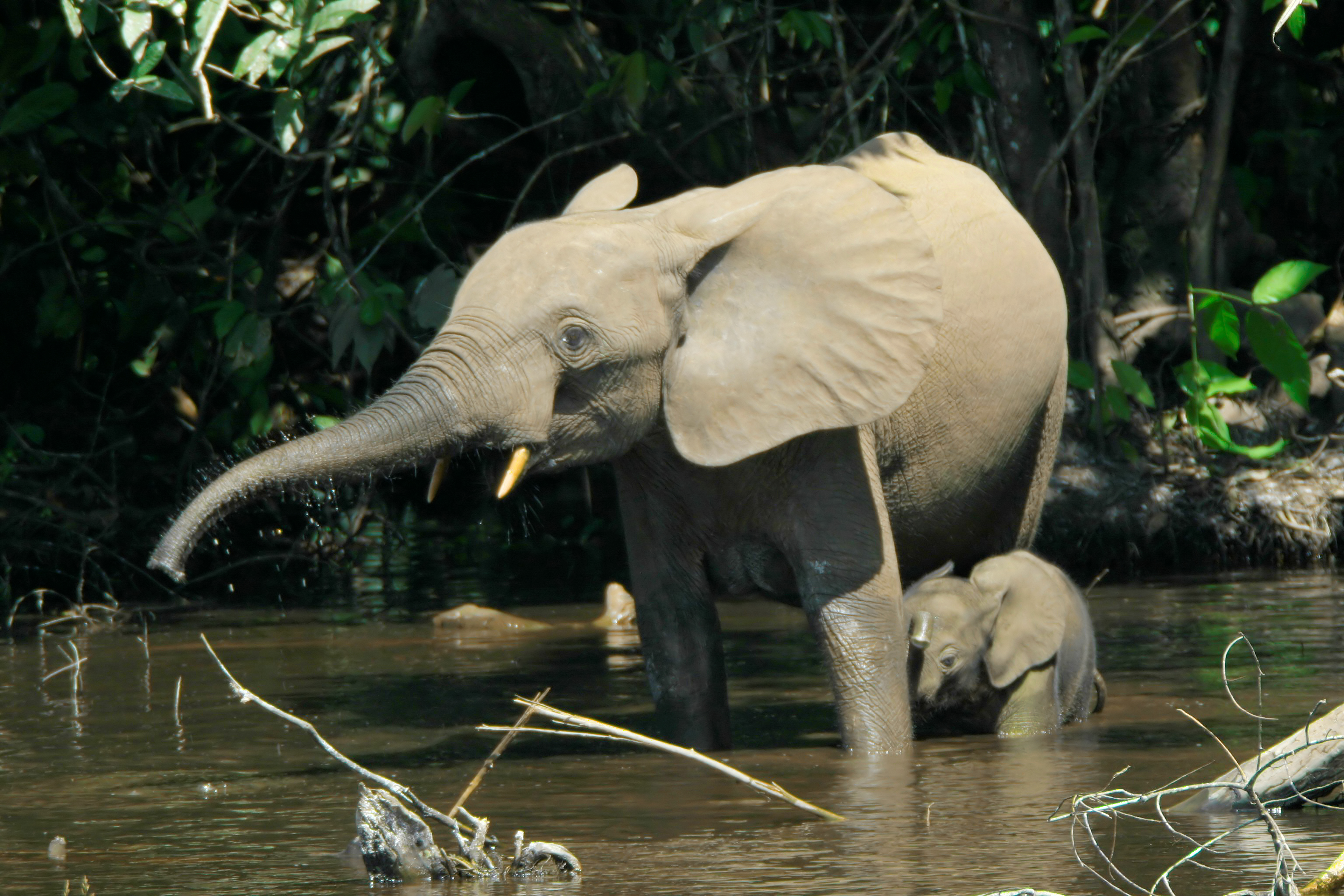
ヌアバレ＝ンドキ国立公園のマルミミゾウ

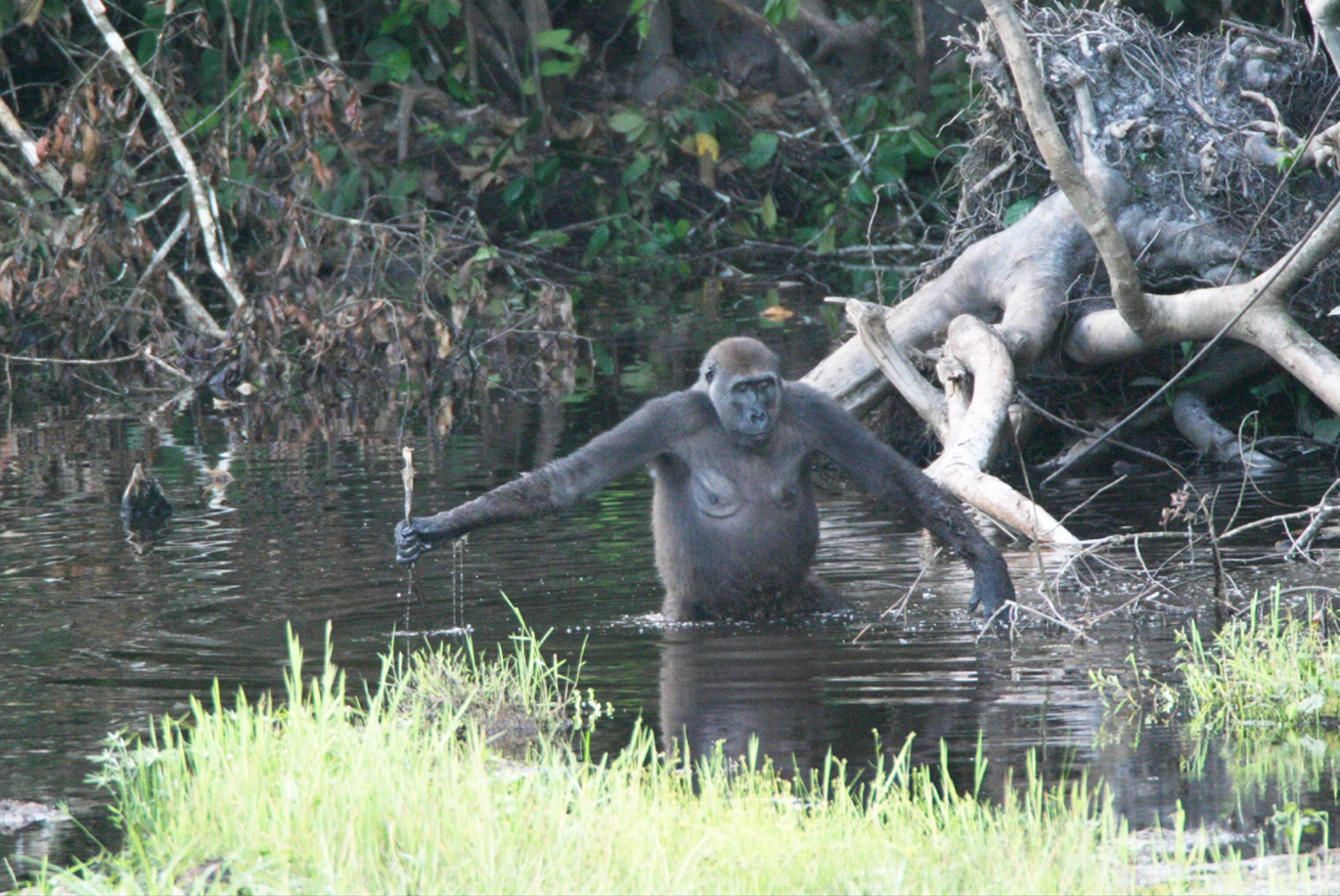
ヌアバレ＝ンドキ国立公園のゴリラ

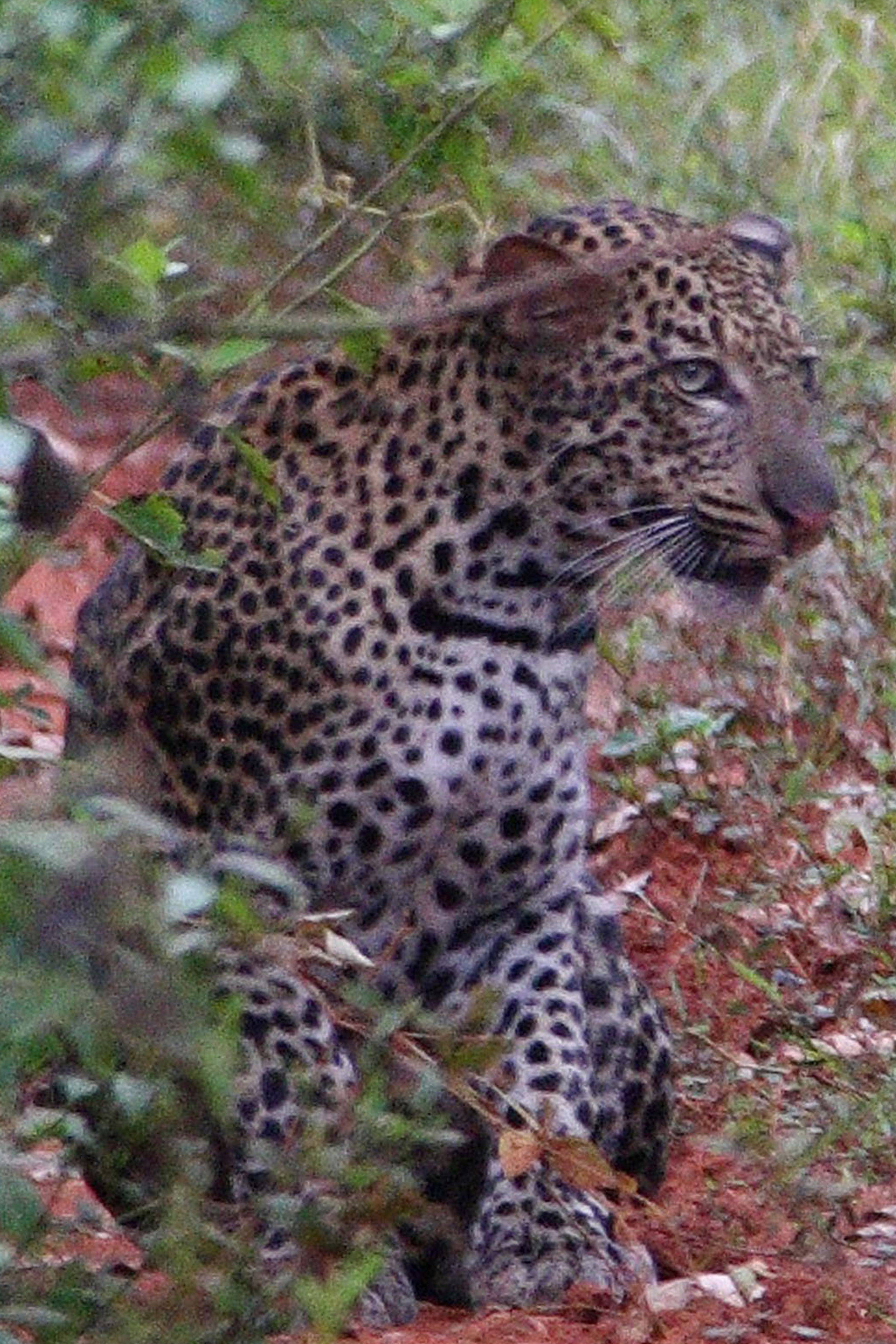
ロベケ国立公園のヒョウ

登録範囲は熱帯林が広がっている地域である。熱帯林にはところどころ開けた湿地帯が存在している。それらはバイ (baï) と呼ばれるが、規模が小さいものはヤンガ (yanga) と呼ばれる。バイを作るのはマルミミゾウである。マルミミゾウは、熱帯の植物からだけでは生存に必要なミネラルを獲得できないため、特に玄武岩の浸食が見られる土地を掘り返し、結果的に水辺にミネラル分の豊富な土壌の露出した湿地を作り出す。これがバイである。ミネラル分を必要とするのはマルミミゾウだけではないため、バイには数多くの野生生物たちがやってくる。
また、登録範囲は、類人猿の貴重な生息地となっている点も重要である。近隣諸国の世界遺産には、ゾウの生息数で上回るロペ＝オカンダの生態系と残存する文化的景観（ガボンの世界遺産、2007年）、植物相に秀でるジャー動物保護区（カメルーンの世界遺産、1987年）が存在していた。にもかかわらず、この世界遺産が登録されたのは、面積の広大さもさることながら、その中に棲息する類人猿の数が重視されたことが大きかった。
それらも含め、植物相・動物相で特徴的な種を挙げると、以下の通りである。

### 動物相
哺乳類は116種が棲息し、霊長類はニシローランドゴリラ（絶滅寸前）、チェゴチンパンジー（絶滅危惧種）、ハイアカコロブス、シロエリマンガベイ、クロコロブスなど18種である。ほかにも危急種のマルミミゾウやカバ、準絶滅危惧のヒョウ、アフリカゴールデンキャット、ボンゴ、オオセンザンコウなどが棲息している。ボンゴ以外にもシタツンガなどの数種類の絶滅の危機に瀕しているレイヨウが見られる。
ラムサール登録地を含んでいるように、鳥類も豊富で429種が確認されている。その中には、危急種のヒメチョウゲンボウ、キイロヒゲヒヨドリ、ズアカハゲチメドリなどが含まれる。ニシツバメチドリ、ズグロキハタオリも見られる。
ほかに爬虫類と両生類がともに約30種、魚類が246種確認されている。具体的な種としてはナイルワニ、ヒゲナガヒレナマズ、ムベンガなどが挙げられる。

### 植物相
確認されている植物は1,122種になる。そのうち、世界遺産登録の推薦書31頁で言及されているIUCNレッドリストで評価済みの種は以下の通りである。
- アオイ科:
  - コティベ Nesogordonia papaverifera - コートジボワール由来の呼称 kotibé やガーナ由来の呼称ダンタ（danta）[31]で木材として流通し、カメルーンでは ovoué という俗名で呼ばれる[32]。
  - アコデイアケデ Pterygota bequaertii - Pterygota属。akodiakede はコートジボワールでの呼称[31]。商業名コト（koto）[33][34]やアフリカンプテリゴタ（英: African Pterygota）[33]で木材として流通する。
  - エイヨング Sterculia oblonga（シノニム: Eribroma oblonga）- ピンポンノキ属。eyong はカメルーンでの呼び名[31]。
- アカテツ科:
  - ムクルング Autranella congolensis - mukulungu はコンゴなどでの呼び名[31]。大猿や象の栄養源となる[30]。
- ウルシ科:
  - Antrocaryon micraster
- カキノキ科:
  - ディオスピュロス・クラスィフロラ Diospyros crassiflora - 同じカキノキ属の D. piscatoria と共に商業名アフリカンエボニー[35][36]や真黒（マグロ）[36]で木材として流通する。
- キョウチクトウ科:
  - Neoschumannia kamerunensis - 川沿いの地帯で記録されているつる植物[30]。
- センダン科:
  - コシポ Entandrophragma candollei - kosipo はコートジボワールなどでの呼称。カメルーンでは atom-assié、コンゴでは diamuni という呼び名がある[31]。
  - サペリ Entandrophragma cylindricum - sapelli はカメルーンでの呼称の一つで、同国では他に assie、コンゴでは lifaki、中央アフリカでは m'boyo という呼び名がある[31]。木材として流通する[37][38]。
  - シポ Entandrophragma utile - sipo とはコートジボワールでの呼称。商業名ユティルで木材として流通し、カメルーンでは assié[39] や asseng-assie、コンゴでは momboyo、中央アフリカでは bokoi という呼び名がある[31]。
  - ササンドラアカジュ Khaya anthotheca - Acajou Sassandra はコートジボワールでの呼称で、カメルーンでは mangona という呼び名がある[31]。同属の別種アフリカマホガニー K. ivorensis や K. nyasica と共に商業名アフリカンマホガニーで木材として流通する[40]。
  - オオバアカジュ Khaya grandifoliola - K. ivorensis 同様木材が得られる[31]。
  - ボセ Leplaea cedrata（シノニム: Guarea cedrata）- bossé とはコートジボワールでの呼称で、カメルーンでは ebangbemva という呼び名がある[31]。商業名ホワイトグアレア（英: white Guarea）で木材として流通する[41]。
  - Leplaea thompsonii（シノニム: Guarea thompsonii）- 商業名ブラックグアレア（英: black Guarea）で木材として流通し、カメルーンでは ebanghemwa という呼称で呼ばれる[41]。
  - ディベトウ Lovoa trichilioides - dibétou とはコートジボワールでの呼称[31]。アフリカンウオルナット（英: African walnut）や dibétou などの商業名で木材として流通し、カメルーンでは bibolo という呼称で呼ばれる[42]。
  - アボディレ Turraeanthus africanus - avodiré とはコートジボワールでの呼称[31]。商業名アボジレで木材として流通する[43]。
- ツクバネカズラ科:
  - Ancistrocladus le-testui - ツクバネカズラ属。
- ツゲモドキ科:
  - Drypetes molunduana[注 1] - ハツバキ属（英語版）。
- トウダイグサ科:
  - Mallotus oppositifolius[30] - アカメガシワ属（英語版）。
  - エセサング Ricinodendron heudelotii[30] - esesang はガボンでの呼称で、カメルーンでは ezegang、コンゴでは sanga-sanga という呼び名がある[31]。
- バンレイシ科:
  - Greenwayodendron suaveolens[注 2]
- ヒウア科（英語版）（Huaceae）:
  - アフロスティラクス・レピドフィルス[注 3] Afrostyrax lepidophyllus - ウバンギ川流域の英語圏では country onion の通称で呼ばれる[30]。
- フクギ科:
  - Garcinia kola - 樹皮がヤシ酒の香りづけに用いられてきた[30]。
- マメ科:
  - アフゼリア・ビピンデンシス Afzelia bipindensis - アフゼリア属。同属の別種 A. pachyloba などと共に商業名アフゼリア（Afzelia）やドゥシエ（doussié）、アパ（apa）、アフリカケヤキで木材として流通する[45]。
  - ヤタンザ Albizia ferruginea - yatandza とはコートジボワールでの呼称で、カメルーンでは evouvous、コンゴでは sifou-sifou や musase という呼び名がある[31]。同じネムノキ属（英語版）の別種メペペ A. adianthifolia などと共に商業名アルビジア（Albizia）で木材として流通する[46]。
  - パオロザ Bobgunnia fistuloides（シノニム: Swartzia fistuloides)[注 4] - pau rosa はコンゴでの呼び名で、ほかに kisasamba ともいう[31]。商業名パーローズ（pau rosa）で木材として流通する[48]。
  - バンジェ Millettia laurentii - wengè はコンゴなどでの呼び名で、カメルーンには awong という呼び名がある[31]。 商業名ウエンジ[49]あるいはウェンジ（wenge）で木材として流通し、カメルーンでは awong という俗名で呼ばれる[50]。
  - ペリコプスィス・エラタ Pericopsis elata - 商業名アフロルモシアあるいはアフロモシア（Afrormosia）[51]で木材として流通し、カメルーンでは andejen、コートジボワールではアサメラ（assamela）という俗名で呼ばれる[52]。ワシントン条約（CITES）附属書IIにも記載されている[53]。

また以下の種は推薦書で Vulnerable と評価されていることとされているものの、実際にはIUCNレッドリストにおいては未評価である。
- ウルシ科:
  - Pseudospondias microcarpa[30]

他にはラフィアヤシやラン科、クズウコン科の植物も見られる。

## 登録基準
この世界遺産は世界遺産登録基準のうち、以下の条件を満たし、登録された（以下の基準は世界遺産センター公表の登録基準からの翻訳、引用である）。
- (9) 陸上、淡水、沿岸および海洋生態系と動植物群集の進化と発達において進行しつつある重要な生態学的、生物学的プロセスを示す顕著な見本であるもの。
  - 世界遺産委員会はこの基準の適用理由について、「この資産は、とても大きな緩衝地域に支えられるそれ自体の大規模さを持ち、それが長きにわたって掻き乱されずに済んだことによって、膨大な規模での生態学的・進化学的諸過程の継続を可能にした人跡未踏の状態に特徴づけられている」[54]等と説明した。

- (10) 生物多様性の本来的保全にとって、もっとも重要かつ意義深い自然生息地を含んでいるもの。これには科学上または保全上の観点から、すぐれて普遍的価値を持つ絶滅の恐れのある種の生息地などが含まれる。
  - 世界遺産委員会はこの基準の適用理由について、「この資産は中部アフリカ、コンゴ盆地の多くの種を擁する湿潤な熱帯林を広範囲に代表するものであり、絶滅の恐れのある種の生息域を保護している」[54]等と説明し、危機に瀕した動物の例として、ニシローランドゴリラ、チンパンジーなどを挙げた。

## 脅威
しばしば観光客の増加は自然環境を脅かすが、この世界遺産の場合、さしたる脅威となっていない。隔絶した環境にあることなども影響し、2010年の観光客数はザンガ＝ンドキ国立公園が350人、ヌアバレ＝ンドキ国立公園が120人、ロベケ国立公園は55人にとどまった。
これに対し、主要な脅威となっているのが、象牙とブッシュミートなどを目的とした密猟である。象牙を求めて狩られるのがマルミミゾウである。象牙はアフリカゾウから取ることも可能だが、マルミミゾウの象牙の方がより硬く、日本の印章や三味線の撥に好まれる。日本が直接密猟者を繰り出したり、大規模な買い付けを行っているわけではないが、その需要の存在が国際市場で価値を上げ、密猟に影響している可能性は指摘されている。
もうひとつの懸念がブッシュミートである。ブッシュミートは野生生物の肉で、畜肉に比べて安価な蛋白源として、地元で流通している。もともとは持続可能な開発の枠内に収まる流通だったが、特に1990年代にコンゴ共和国内戦を経験した同国では、内戦の終了後の人口増加が、違法なブッシュミートの流通を急増させた。コンゴ共和国では特に希少な種の密猟には刑事罰を課し、監視を強化しているものの、ニシローランドゴリラやマルミミゾウなどの肉も流通している。